# Winarowo (obwód Widyń)
Winarowo (bułg. Винарово) – wieś w Bułgarii, w obwodzie Widyń, w gminie Nowo seło. Według danych szacunkowych Ujednoliconego Systemu Ewidencji Ludności oraz Usług Administracyjnych dla Ludności, 15 grudnia 2018 roku miejscowość liczyła 621 mieszkańców.